# Того на летних Олимпийских играх 1996
Того принимала участие в Летних Олимпийских играх 1996 года в Атланте (США) в пятый раз за свою историю, но не завоевала ни одной медали.